# Un tranquillo weekend di mistero
Un tranquillo weekend di mistero (Digging for Fire) è un film del 2015 diretto da Joe Swanberg, scritto dallo stesso Swanberg assieme a Jake Johnson.
Il cast comprende Jake Johnson, Rosemarie DeWitt, Orlando Bloom, Brie Larson, Sam Rockwell, Anna Kendrick e Mike Birbiglia.

## Trama
Dopo il ritrovamento di un osso e di una pistola arrugginita, una coppia vive separatamente un weekend movimentato ed avventuroso.

## Distribuzione
Il film è stato presentato in anteprima il 26 gennaio al Sundance Film Festival 2015 ed è stato distribuito limitatamente nelle sale cinematografiche statunitensi a partire dal 21 agosto 2015 e nel mercato video on demand il 25 agosto. In Italia arriva direttamente in home video a partire dal 9 marzo 2016.